# دی هاویلند هامینگ برد
دی هاویلند هامینگ برد (به انگلیسی: De_Havilland_Humming_Bird) یک هواگرد ملخ‌پیشین تک‌موتوره از نوع سبک‌وزن ساخت شرکت د هویلند است. هواگرد دی‌اچ. ۵۳ هومینگ برد نخستین پروازش را در ۲ اکتبر ۱۹۲۳ میلادی انجام داد. در مجموع، تعداد ۱۵ فروند از این هواگرد ساخته شده‌است.